# Werner von Rheinbaben
Werner Karl Ferdinand von Rheinbaben (Schmiedeberg im Riesengebirge, 19 novembre 1878 – Losone, 14 gennaio 1975) è stato un politico, diplomatico e giornalista tedesco.

## I primi anni (1875-1919)
Figlio del presidente della Corte di giustizia dello Stato prussiano, Hans von Rheinbaben (1849-1933) dei nobili Rheinbaben, e di Chiara di Lingk (1857-1918), dopo gli studi secondari al Magdalenengymnasium, al Wilhelm Gymnasium a Breslavia, al Katharineum a Lubecca, e Friedrich Gymnasium a Berlino, entrò nel 1895 come cadetto nella Marina Imperiale. Nel 1898 divenne ufficiale di marina e partecipò negli anni successivi, nel biennio 1900-1901 alla spedizione per sedare la Rivolta dei Boxer in Cina.
Negli anni 1903-1905 come compagno di Adalberto figlio dell'imperatore Guglielmo II frequentò l'ambiente di corte. Dal 1905-1907 frequentò l'Accademia Navale, fu poi dal 1908-1910 aiutante dell'ammiraglio Alfred von Tirpitz e nel biennio 1912-13 addetto navale presso l'ambasciata tedesca a Roma.
Nel 1913 come comandante di corvetta entrò nel servizio diplomatico. Nei successivi quattro anni operò presso le rappresentanze diplomatiche a Parigi, Bruxelles, Christiania e Bucarest. Questa attività fu interrotta solo da brevi funzioni presso l'Ammiragliato. L'evento diplomatico più importante cui prese parte in questo periodo fu l'ultimatum con cui il 2 agosto 1914 il governo del Reich intimò al governo belga, di lasciar transitare su suolo belga l'esercito tedesco senza frapporre ostacoli. Fu incaricato di consegnare tale documento assieme all'ambasciatore germanico e la reazione del governo belga segnò l'inizio dell'invasione tedesca del Belgio nel mese di agosto 1914 e quindi l'inizio della prima guerra mondiale sul fronte occidentale. Dopo le svariate missioni all'estero, nel 1917 venne richiamato in patria al Ministero degli esteri, per cui operò fino alla fine della guerra come addetto stampa.

## L'attività politica nella Repubblica di Weimar (1919-1933)

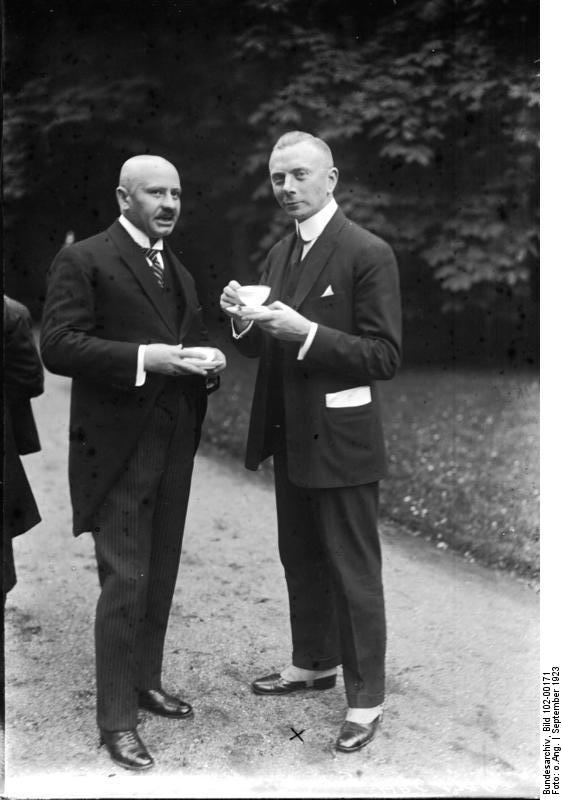
Werner von Rheinbaben (a destra) come capo della Cancelleria. Insieme a Gustav Stresemann durante un ricevimento per i rappresentanti della stampa straniera nel giardino della Cancelleria

Nel luglio del 1919, lasciò la carica di segretario di legazione ed entrò in servizio nell'ottobre dello stesso anno da Gustav Stresemann fondatore del Partito popolare tedesco (DVP). Nello stesso anno si sposò con Lisa Paleske (1897-1985) a Berlino, figlia del capitano Olof Paleske barone e di Victoria (1874-1946), poi la moglie di Dirksen. Dal matrimonio ebbe due figli, George William (nato nel 1920), colonnello dello Stato Maggiore della Bundeswehr, e Hans-Kaspar (1922-2004), comproprietario della Banca J. H. Stein.
Agli inizi del 1920 si gettò in politica. Oltre al suo lavoro di parlamentare per il DVP - fu membro dal giugno 1920 al settembre 1930 nel corso di legislature per la circoscrizione di Wroclaw nel Reichstag. In seguito ricoprì anche varie cariche politiche più alte. Ha servito da agosto ad ottobre 1923 come Segretario di Stato come capo della Cancelleria del governo Stresemann (1923).
Poi si dimise perché non riusciva a vincere Stresemann per un governo provvisorio dittatoriale, e per la pressione del gruppo in questa decisione. Come risultato divenne portavoce della commissione affari esteri. Dopo l'entrata della Repubblica di Weimar nella Società delle Nazioni nel 1926, fino alle sue dimissioni pochi mesi dopo la presa del potere dei nazisti nel 1933 - che invano aveva cercato di evitare - fu delegato alle riunioni della Società delle Nazioni a Ginevra. Dopo la morte di Stresemann nel 1929 fu per breve tempo preso in considerazione per il posto di ministro degli esteri che venne poi assegnato a Julius Curtius. Negli anni 1932/33 Rheinbaben fu vice capo della delegazione tedesca alla Conferenza di Ginevra sul disarmo.
Dalla fine degli anni Venti, - soprattutto negli anni 1929-1933 - servì in qualità di consulente e non ufficiale emissario di Kurt von Schleicher, che in quegli anni critici, come capo del dipartimento politico del Ministero della Difesa, autorevole segretario de facto di Stato,  ministro della Difesa e cancelliere posizioni chiave, e con il quale fu anche amico intimo. Grazie ai contatti con Schleicher mantenne strette relazioni con l'ambasciatore francese, in particolare, con André François-Poncet e fece viaggi regolari in Francia per i suoi contatti con la buona società parigina onde accelerare la revisione delle disposizioni del trattato di Versailles.
Nei primi anni 1930, gli si presentò, come un amico di Kurt von Schleicher, la possibilità di contrastare le mire del nazionalsocialismo. Raccomandò al Generale un "grande successo nazionale" in politica estera come il modo più sicuro per mantenere i nazisti lontani dal potere. Perché il suo calcolo ere quello di disperdere il supporto di massa del partito nazista.
Dopo il cosiddetto "subentro" fu etichettato da molti leader nazisti quasi immediatamente come "uomo Stresemann", ossia i nuovi dominatori lo tennero in cattiva reputazione quale filorepubblicano amico del ministro degli esteri Stresemann. Lo stesso Adolf Hitler, lo tenne in considerazione in un primo momento per la carica di ambasciatore, ma in seguito - come egli stesso ha affermato nelle sue memorie - l'avevano informato che Hitler si era dimostrato deluso, dopo aver sentito una sua conferenza tenuta presso la Cancelleria del Reich nel 1933, quando aveva suggerito l'idea che il Reich tedesco lasciasse la Lega delle Nazioni. Hitler ormai lo considerava un diplomatico "infestato di internazionalismo", così che un impiego in una posizione di spicco nel nuovo stato non poteva più entrare in linea di conto.
Nella primavera del 1933 Rheinbaben fu capo della delegazione tedesca alla Conferenza sul disarmo a Ginevra, dopo che l'originale capo delegazione Rudolf Nadolny venne licenziato dal governo di Hitler. Nel mese di ottobre del 1933, tenne l'ultimo discorso di un diplomatico tedesco all'assemblea della Lega delle Nazioni a Ginevra, con cui annunciò il ritiro della Germania dall'organizzazione deciso da Hitler. Dopo il 1º novembre 1933 ai sensi del § 6 della legge per il Ricollocamento degli alti funzionari del 7 aprile, come diplomatico fu prepensionato. In seguito lavorò come consigliere nella Vereinigten Krankenversicherung e nella EOS-assicurazione sulla vita.

## Gli anni dal 1933 al 1975
Il 1º maggio 1937 si iscrisse - se dobbiamo credere ai suoi scritti successivi, motivata da considerazioni pragmatiche - alla Nationalsozialistische Deutsche Arbeiterpartei (NSDAP). Nel 1930 e dopo durante primi anni della seconda guerra mondiale, ha viaggiato molto all'estero, in Europa, come messaggero di pace e "diplomatico privato", utilizzando i suoi contatti con le personalità estere di alto rango. Si distinse anche prima e durante la guerra per un ampio ciclo di conferenze in Scandinavia, Francia e Portogallo.
Prima e durante la seconda guerra mondiale, nonostante il suo rifiuto persistente del sistema nazista, pubblicò una serie di opuscoli di propaganda in cui egli evocò dietro la politica estera del regime di Hitler, presunte prove di una colpa anglo-francese per lo scoppio della guerra, presentata come "guerra di liberazione del grande popolo tedesco" e giustificandola. In privato le sue opinioni erano totalmente diverse e le sue dichiarazioni pubbliche erano evidentemente dettate da puro opportunismo.
Il 1942-1943 fu impiegato d'affari come dipendente della Croce Rossa tedesca in connessione con i prigionieri di guerra in Portogallo. Dopo la guerra, riferì sulle relazioni con diversi personaggi pubblici nella Repubblica di Bonn e propose una serie di memorie in cui affrontò le vicende politiche e storiche del recente passato e riflessioni sulle opportunità e gli errori della politica mondiale dall'inizio del Novecento. Apprezzò in particolare la forma statale della monarchia, opinione, che non gli impedì di accettare, tuttavia, dalla Bundes Republik la Croce al merito con stelle.
Il suo 1954 - prima in stralci nel Tagesspiegel, poi in forma di libro - pubblicò le sue memorie dal titolo Viermal Deutschland, ossia i suoi ricordi del Reich, della Repubblica di Weimar, della Germania nazista e della giovane Repubblica federale; nell'ambito dei suoi scritti autobiografici, il suo lavoro più ricco di nuove informazioni. Opere successive, come Auf dem Monte Verità e Kaiser, Kanzler, Präsidenten del 1969 includono gran parte notizie già presenti in Viermal Deutschland.
Scomparve novantaseienne ad Ascona e fu sepolto a Monaco di Baviera. Tutte le sue carte d'archivio e le sue pubblicazioni sono conservate dal 1976 nell'Archivio federale di Coblenza.

## Scritti
- Deutschland und der Völkerbund. Berlin 1926 (mit Beiträgen von Rheinbaben, Paul Löbe u.a.; Vorwort von Gustav Stresemann)
- Von Versailles zur Freiheit. Weg und Ziel der deutschen Außenpolitik. Hamburg 1927
- Die zweite Nachkriegsepoche. Vom Dawesplan zum Haager Abkommen. Berlin 1930
- Genfer Abrüstungskonferenz – und was nun? Der deutsche Kampf um Abrüstung und Gleichberechtigung. Berlin 1932
- Der englische Abrüstungsplan im deutschen Urteil. Berlin 1933
- Deutschland fordert Gleichberechtigung. Eine Sammlung von Aufsätzen und Rundfunkreden über die Fragen der Gleichberechtigung, Sicherheit und Abrüstung. Hg. Hans Weberstedt, Armanen-Verlag, Leipzig 1933. Mit Beitr. v. Rheinbaben, Wilhelm Ziegler u. v. a. m.
- Europa, Kräfte und Wirkungen. Um ein neues Europa. Berlin 1939
- Englands Krieg um ein neues Europa. Tatsachen und Probleme. 1939
- Unruhiges Europa. Eine politische Umschau. Tatsachen und Probleme. Berlin 1939
- Die Entstehung des Krieges 1939. Berlin 1940. Reihe: Schriften für Politik und Auslandskunde. Band 49/50
- Der Grossdeutsche Befreiungskrieg. Vorgeschichte, Verlauf, Siegeszuversicht. Berlin 1942
- Kurzgefasste politische Geschichte des Krieges, 1939–42. Berlin 1942
- Viermal Deutschland. Aus dem Erleben eines Seemanns, Diplomaten, Politikers 1895–1954. Berlin 1954
- Auf dem Monte Verità. Erinnerungen und Gedanken über Menschen. Zürich 1954 (mit Eduard Freiherr von der Heydt)
- Verpasste Chancen im Kaiserreich. München 1962
- Erlebte Zeitgeschichte. Hannover 1964 (darin Neuabdruck von Erlebte Zeitgeschichte sowie eine neue Betrachtung der Geschichte der Weimarer Republik)
- Deutschland und England 1912 und 1925. In: Donald Cameron Watt (Hrsg.): Historische Voraussetzungen des gegenwärtigen britischen Deutschlandbildes. Bonn 1965 (Bundeszentrale für Politische Bildung)
- Kaiser, Kanzler, Präsidenten: „Wie ich sie erlebte“ 1895/1934. Mainz 1969 (Vorwort Franz Josef Strauß)